# Kirsi Ulvinen
Kirsi Marita Ulvinen, född 23 december 1960 i Korsholm i Finland, död 14 juni 2019 i Öckerö distrikt, var en svensk friidrottare (häcklöpning). Hon representerade Göteborgs KvIK. Hon utsågs år 1983 till Stor grabb/tjej nummer 339.